# HD 98800
HD 98800，或稱為巨爵座TV（TV Crateris, TV Crt）是一個巨爵座內的四合星系統，距離地球約150光年。系統中的HD 98800 A和HD 98800 B各為聯星。2007年發現HD 98800 B周圍有岩屑盤環繞該系統的兩顆恆星，這代表可能有系外行星在距離這兩顆恆星1.5到2天文單位的距離環繞。

## 恆星系統
HD 98800包含四顆是長蛇座TW星協中由四顆金牛T星組成的恆星系統。這個系統中有兩對各自獨立的聯星次系統，稱為HD 98800 A和HD 98800B。雖然這四顆恆星都受到重力互相束縛，這兩對聯星距離仍達到50天文單位（稍遠於太陽和冥王星的距離）。目前對該系統中單一恆星了解不多，除了這四顆恆星是類太陽恆星。

## 行星系統

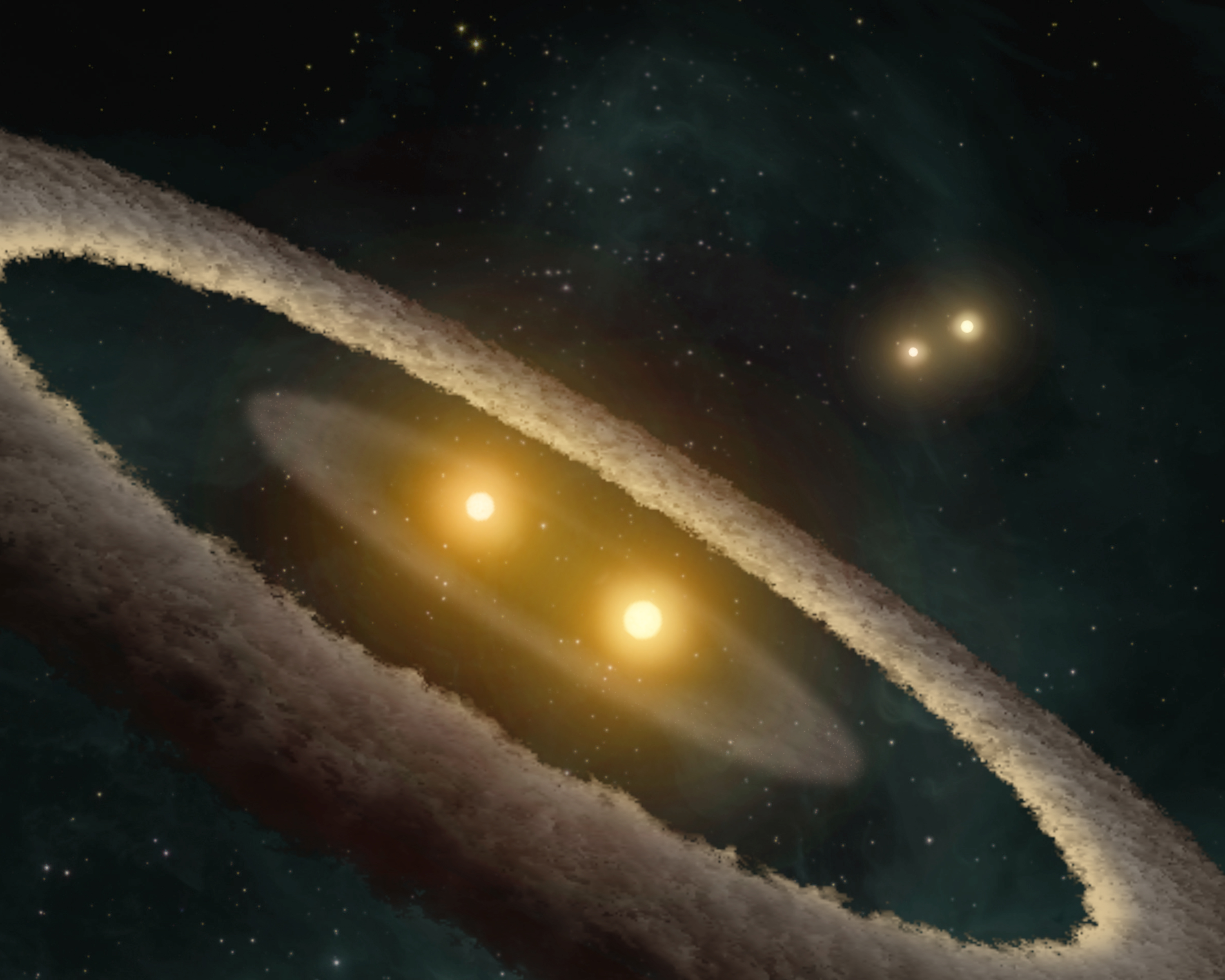
畫家筆下環繞HD 98800B的岩屑盤。HD 98800A在本圖遠處可見。

### 岩屑盤
這個系統中的岩屑盤紅外超量首先被紅外線天文衛星發現。稍後由凱克望遠鏡和史匹哲太空望遠鏡對該系統進行觀測。該岩屑盤內有兩個分離的帶狀區域。內環距離中心聯星的距離是質心座標上距離1.5到2天文單位；外環則距離中心聯星約5.9天文單位，而最外界線尚未確定。兩個環之間的空隙距離質心約3天文單位。內環較薄，而外環的內部物質較多。
史匹哲太空望遠鏡團隊的主持人埃莉斯·弗蘭（Elise Furlan）使用該望遠鏡拍攝了岩屑盤影像，結論是盤內由岩石組成天體碰撞形成的塵埃最終應該會向內盤遷移，但因為該系統是一個雙重聯星系統，這些塵埃無法如預期充滿內環。

### 可能的行星
一般認為岩屑盤是行星形成中的一個階段。因為在盤中有空隙，而提高了行星存在的可能性。這個被發現的空隙可能是因為岩屑盤和已經開始形成的行星之間特殊的重力關係，並且已經將附近天體清除。但是這個空隙也可能是因為四顆恆星之間的共振而造成。

## 外部連結
- . Jumk.de.   [2008-06-20]. （原始内容存档于2009-07-22）.
- Vu, Linda. . NASA. Spitzer Space Telescope. 2007-07-24  [2010-06-18]. （原始内容存档于2010-06-19）.